# Стінка (пам'ятка природи)
Уро́чище «Сті́нка» — комплексна пам'ятка природи загальнодержавного значення в Україні. Розташована в межах  Могилів-Подільського району Вінницької області, неподалік від села Петрашівка. 
Площа 90 га. Створена в 1975 р. Перебуває у віданні ДП «Могилів-Подільське лісове господарство». 
Охороняються урвисті схили лівого берега Дністра з відслоненнями вапнякових та крейдових відкладів. У рослинному покриві переважають середнього віку діброви, домішку утворюють ясен, черешня, в'яз граболистий. У підліску зростає дерен справжній. Значну площу займають молоді протиерозійні насадження сосни і дуба. На степових ділянках домінують безсмертки однорічні.